# Authieule

Authieule este o comună în departamentul Somme, Franța. În 1 ianuarie 2022 avea o populație de 397 de locuitori.